# Шозди
Шозди (пол. Szozdy) — село в Польщі, у гміні Терешполь Білґорайського повіту Люблінського воєводства.
Населення — 249 осіб (2011).
У 1975-1998 роках село належало до Замойського воєводства.

## Демографія
Демографічна структура станом на 31 березня 2011 року:
|          | Загалом | Допрацездатний вік | Працездатний вік | Постпрацездатний вік |
| -------- | ------- | ------------------ | ---------------- | -------------------- |
| Чоловіки | 133     | 33                 | 83               | 17                   |
| Жінки    | 116     | 22                 | 61               | 33                   |
| Разом    | 249     | 55                 | 144              | 50                   |